# Bucklandiella heterosticha

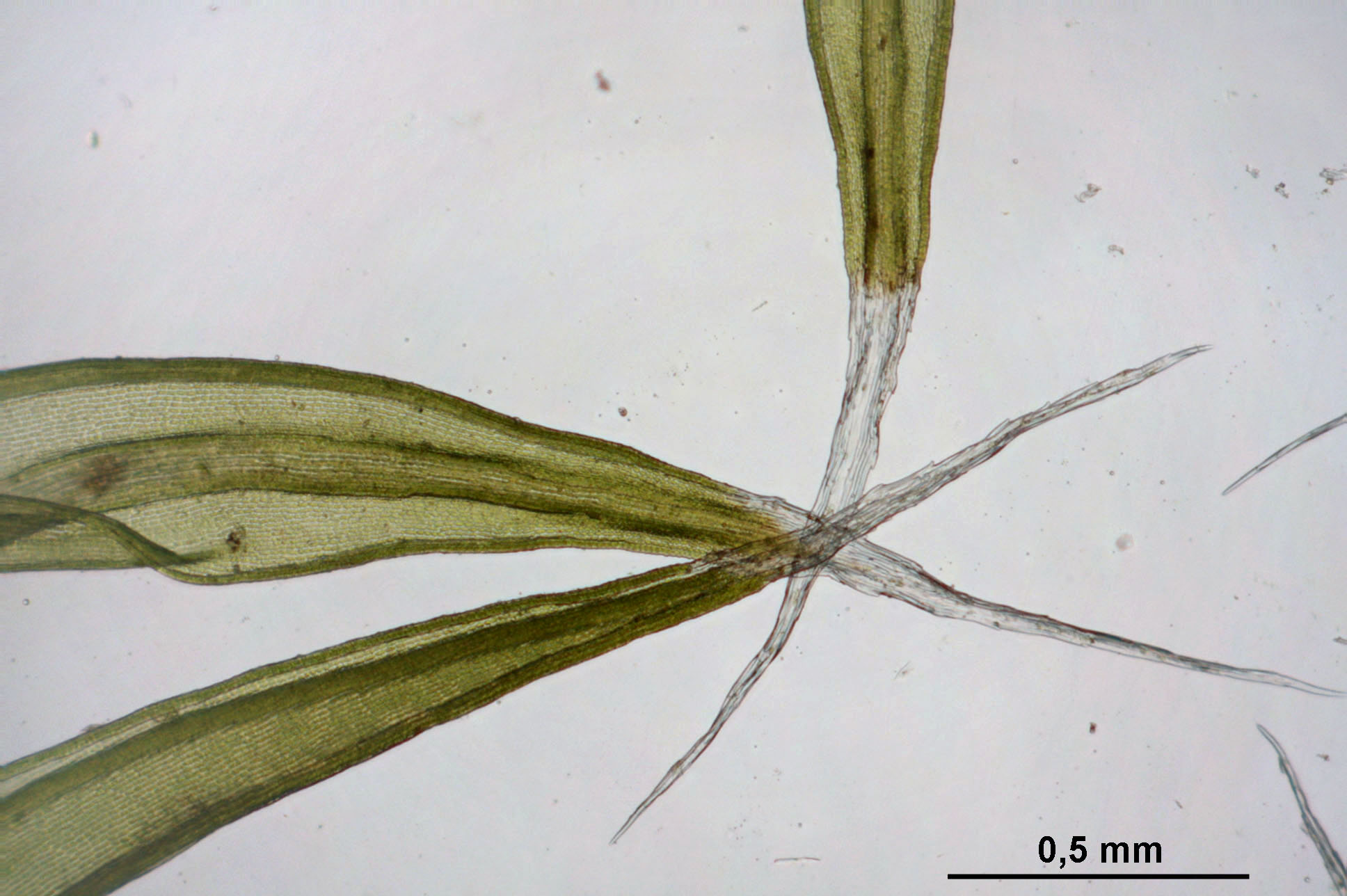
Blattspitzen

Bucklandiella heterosticha (Synonym Racomitrium heterostichum (Hedw.) Brid., deutsch Ungleichästiges Zackenmützenmoos) ist eine Laubmoos-Art aus der Familie Grimmiaceae.

## Merkmale
Bucklandiella heterosticha bildet lockere oder dichte, wegen der Glasspitzen oberflächlich oft graue, innen braunschwarze Polsterrasen. Die bis etwa 6 Zentimeter großen, niederliegenden bis aufsteigenden Stämmchen sind oft reich verzweigt und besitzen zahlreiche seitliche Kurztriebe. Die Blätter sind lanzettlich und allmählich in die Spitze verschmälert. Die Blattränder sind meist beidseitig zurückgerollt. Im trockenen Zustand sind die Blätter anliegend und etwas einseitswendig, feucht jedoch aufrecht abstehend bis schwach zurückgebogen. Die Glasspitze ist gewöhnlich lang, gezähnt, geschlängelt und aufrecht bis waagrecht abstehend.
Die einfache Rippe reicht bis zur Blattspitze, ist an der Basis etwa 80 bis 110 µm und oben 50 bis 65 µm breit und auf der Oberseite durchgehend eingebuchtet. Unten ist sie drei- bis vierzellschichtig mit 5 bis 9 größeren ventralen Zellen, im mittleren Teil zwei- bis dreischichtig und 4 bis 8, oben zweischichtig mit 2 bis 4 ventralen Zellen.
Die Laminazellen sind am Blattgrund verlängert rechteckig mit knotig verdickten Wänden, oben quadratisch bis kurz rechteckig. Blattflügelzellen sind nicht oder kaum differenziert, ebenso ist ein basaler Blattsaum (aus hyalinen glattwandigen Zellen) nicht oder wenig entwickelt.
Die Seta ist 4 bis 9 Millimeter lang, die Kapsel länglich-zylindrisch und bis 3 Millimeter lang. Die 250 bis 380 µm langen Peristomzähne sind ungeteilt oder an der Spitze zwei-, selten dreiteilig, die Basalmembran bis 50 µm hoch. Sporen sind feinwarzig und 14 bis 20 µm groß.

## Abgrenzung und ähnliche Arten
Bucklandiella heterosticha (wie hier beschrieben im engeren Sinn) gilt als Kennart einer Gruppe von ähnlichen und schwer unterscheidbarer Arten und die Abgrenzung der Art wurde in der Vergangenheit auch verschieden interpretiert. Heute werden zur Gruppe Bucklandiella heterosticha agg. unter anderen Bucklandiella affinis, Bucklandiella macounii, Bucklandiella obtusa und Bucklandiella sudetica mitgerechnet.

## Verbreitung und Standortansprüche
Das Verbreitungsgebiet der Art umfasst Europa, die atlantischen Inseln Azoren, Madeira, Kanarische Inseln und Island sowie die Westküste Nordamerikas.
Sie wächst auf mäßig trockenem bis frischem Silikatgestein in sonnigen bis halbschattigen Lagen der niedrigeren bis höheren Bergstufe.